# Alcohol 120%
Alcohol 120% è un programma di backup, copia e masterizzazione di supporti ottici (CD, DVD, Blu-ray Disc) e un emulatore di periferiche virtuali prodotto da Alcohol Software. Fino al 2010 è stato pubblicato per l'Italia da Axelab.

## Funzionalità
Con Alcohol 120% è possibile:
- creare immagini di dischi in vari formati, tra cui il formato proprietario Media Descriptor File (MDF). Include diversi profili per la copia di backup di dischi protetti
- emulare fino a 31 periferiche virtuali su cui montare le immagini. In pratica, esso crea dei lettori CD/DVD aggiuntivi al nostro PC come se fossero presenti al livello hardware, in modo così da rendere leggibile un file di immagine CD/DVD come se fosse effettivamente inserito il CD che corrisponde a questa immagine
- masterizzare le immagini o copiare al volo CD, DVD e Blu-ray Disc. Dalla versione 2.0 è possibile creare un'immagine da tutti i dati presenti nel computer per poi masterizzarla su supporti ottici
- controllare il carico della CPU grazie ad una barra che compare durante la masterizzazione
- stampare o salvare log dettagliati della masterizzazione e grafici che indicano il livello del buffer e della CPU
- mettere in condivisione su rete LAN le periferiche virtuali. Alcohol include una funzionalità di server iSCSI che permette di condividere qualunque drive con altri computer in rete
- mascherare le periferiche fisiche con la nuova funzionalità A.C.I.D "Alcohol Cloaking Initiative for DRM" (basato inizialmente sull'applicazione Y.A.S.U.)

## Caratteristiche
- La funzione di registrazione delle immagini di Alcohol 120% è in grado di aggirare alcuni schemi di protezione dalla copia, come SafeDisc, SecuROM e Data Position Measurement (DPM). Tuttavia, alcuni schemi di protezione dalla copia richiedono un hardware di masterizzazione in grado di riprodurre la protezione dalla copia. È anche in grado di creare immagini dei sistemi di file PlayStation e PlayStation 2. Non è in grado di eseguire il backup di titoli DVD criptati con il Content Scramble System. A causa di restrizioni legali, Alcohol Soft ha scelto di non includere questa funzione.  Alcuni produttori di software utilizzano metodi di blacklist per impedire ad Alcohol 120% di copiare i loro dischi. Inizialmente, gli utenti dovevano utilizzare strumenti di terze parti per contrastare la blacklist, come Anti-blaxx, CureROM e Y.A.S.U. Successivamente, Alcohol 120% ha incluso il proprio componente “Alcohol Cloaking Initiative for DRM” (A.C.I.D).[2]  Alcohol Soft ha dichiarato che non svilupperà un editor di immagini per Alcohol 120%.  Le ultime versioni di Alcohol 120% sono dotate di “Alcohol Cloaking Initiative for DRM” (A.C.I.D), che nasconde le unità emulate da SecuROM 7 e da SafeDisc 4.

## Tipi di file supportati
I seguenti formati sono supportati dalla funzionalità montaggio immagine di Alcohol 120%:
- .mdf/.mds - Media Descriptor Image file format, formato proprietario (default)
- .ccd/.sub, file immagine di CloneCD
- .bin/.cue, file immagine di CDRWin
- .iso, file immagine Standard ISO
- .bwt/.bwi/.bws, file immagine di BlindWrite
- .cdi, file immagine di DiscJuggler
- .nrg, file immagine di Nero Burning ROM
- .pdi, file immagine di Instant CD/DVD
- .b5t/.b5i, file immagine di BlindWrite V5/V6 (anche .b6t/.b6i)
- .isz, file immagine di UltraISO

I seguenti formati sono supportati dallo strumento di creazione di immagini:
- .mdf/.mds, file immagine Media Descriptor (default)
  - Quando si realizzano immagini disco di DVD, Alcohol 120% supporta solo il formato .mdf/.mds.
- .ccd/.sub/.img, file immagine di CloneCD
- .bin/.cue, file immagine di CDRWIN
- .iso, file immagine di Standard ISO

## Alcohol 52%
Alcohol 52% è una versione di Alcohol 120% sprovvista della funzione di scrittura. Si possono creare file immagine, e montare queste immagini su un massimo di 6 periferiche virtuali. Esistono due versioni di Alcohol 52%, la versione completa (acquistando una licenza) e la versione di prova per 30 giorni. La versione completa contiene una barra degli strumenti opzionale.